# Pierwszy rząd Endy Kenny’ego
Pierwszy rząd Endy Kenny’ego – rząd Irlandii funkcjonujący od 9 marca 2011 do 6 maja 2016, będący gabinetem większościowym obejmującym działaczy Fine Gael (FG) oraz Partii Pracy (Lab.). Powstał po wyborach w 2011, w wyniku których wyłoniono Dáil Éireann 31. kadencji. Zastąpił rząd Briana Cowena z Fianna Fáil.
W wyborach z 25 lutego 2011 opozycyjna Fine Gael odniosła zwycięstwo, wchodząc następnie w koalicję z również opozycyjną Partią Pracy. 9 marca 2011 niższa izba irlandzkiego parlamentu większością 117 głosów (posłów FG, Partii Pracy i niezależnych) zagłosowała za wyborem lidera FG Endy Kenny’ego na urząd premiera. Tego samego dnia ogłoszono nowy skład gabinetu.
Dwukrotnie dokonywano zmian w składzie gabinetu. W maju 2014 wynikały one z dymisji ministra Alana Shattera, zaś w lipcu tegoż roku wiązały się ze zmianami we władzach laburzystów oraz planowaną nominacją do Komisji Europejskiej. Rząd funkcjonował przez całą pięcioletnią kadencję, po kolejnych wyborach został 6 maja 2016 zastąpiony przez mniejszościowy drugi gabinet Endy Kenny’ego.

## Skład rządu
Premier i ministrowie
- Taoiseach: Enda Kenny (FG)
- Tánaiste: Eamon Gilmore (Lab., do 2014), Joan Burton (Lab., od 2014)
- Minister spraw zagranicznych i handlu: Eamon Gilmore (Lab., do 2014), Charles Flanagan (FG, od 2014)
- Minister rolnictwa, żywności i gospodarki morskiej: Simon Coveney (FG)
- Minister sztuki, dziedzictwa narodowego oraz  odpowiedzialny za Gaeltacht: Jimmy Deenihan (FG, do 2014), Heather Humphreys (FG, od 2014)
- Minister ds. dzieci i młodzieży: Frances Fitzgerald (FG, do 2014), Charles Flanagan (FG, 2014), James Reilly (FG, od 2014)
- Minister komunikacji, energii i zasobów naturalnych: Pat Rabbitte (Lab., do 2014), Alex White (Lab., od 2014)
- Minister edukacji: Ruairi Quinn (Lab., do 2014), Jan O’Sullivan (Lab., od 2014)
- Minister ds. środowiska, komunikacji i samorządów lokalnych: Phil Hogan (FG, do 2014), Alan Kelly (Lab., od 2014)
- Minister finansów: Michael Noonan (FG)
- Minister zdrowia: James Reilly (FG, do 2014), Leo Varadkar (FG, od 2014)
- Minister pracy, przedsiębiorczości i innowacji: Richard Bruton (FG)
- Minister sprawiedliwości i równouprawnienia: Alan Shatter (FG, do 2014), Frances Fitzgerald (FG, od 2014)
- Minister obrony: Alan Shatter (FG, do 2014), Enda Kenny (FG, 2014, p.o.), Simon Coveney (FG, od 2014)
- Minister ds. wydatków publicznych i reform: Brendan Howlin (Lab.)
- Minister ochrony socjalnej: Joan Burton (Lab.)
- Minister transportu, turystyki i sportu: Leo Varadkar (FG, do 2014), Paschal Donohoe (FG, od 2014)

Uczestnicy posiedzeń gabinetu bez prawa głosu
- Prokurator generalny: Máire Whelan (Lab.)
- Government chief whip: Paul Kehoe (FG)
- Minister stanu ds. mieszkalnictwa i planowania: Jan O’Sullivan (Lab., do 2014)
- Minister stanu ds. biznesu i zatrudnienia: Ged Nash (Lab.)